# لورا هلنبراند
لورا هلِنبراند (بالإنجليزية: Laura Hillenbrand)‏ كاتبة أمريكية من مواليد 15 مايو 1967م، وهي مؤلفة كتب وكاتبة مقالات صحفية. لديها كتابين قصيين يعدان من أكثر الكتب مبيعاً، هما: «سيبيسكيت» الذي يحكي قصة أحد الخيول الأمريكية الأسطورية، وكتاب «لا ينكسر» حول قصة صمود وفداء أحد الناجين من الحرب العالمية الثانية وقد بيع منهما ما يزيد عن 10 ملايين نسخة، وتم تحويل كلاً منهما إلى فيلم سينمائي. ألفت لورا هذين الكتابين أثناء فترة مرضها عندما كانت طالبة جامعية الأمر الذي منعها من إكمال دراستها وروت هذه القصة في مقالها (المرض المفاجئ) الذي حاز على جائزة ونشر في مجلة النيويوركر عام 2003م. استمرت علاقتها مع بوردن فلاناغن مدة 28 عاماً إلا أنهما انفصلا عام في 2014م.

## حياتها المهنية
أول كتاب لها هو سيبِسكيت (بالإنجليزية: Seabiscuit)‏ عن قصة أحد الخيول الأمريكية الأسطورية والذي ألفته عام 2001م، وهو كتاب قصصي يحكي عن الحياة المهنية لخيل الرهان العظيم سيبيسكيت، كما حصلت على جائزة ويليام هيل للكتب الرياضية عن هذا الكتاب بنفس العام. أول مرة ذكرت بها هذه القصة في مقال «أربعة أرجل عظيمة بيننا» الذي نشر في مجلة التراث الأمريكي وحصد ردود فعل إيجابية، لذلك قررت لورا المضي قدماً بتأليف كتاب كامل عن قصة هذا الخيل. حصل الكتاب على إعجاب الكثيرين حول طريقة سرد القصة والبحث كما اُقتبست قصته وحُولت إلى فيلم Seabiscuit الذي رُشِح لجائزة الأوسكار عام 2003م. كتاب هلنبراند الثاني هو لا ينكسر (بالإنجليزية: Unbroken)‏  الذي ألفته عام 2010 في السيرة الذاتية لبطل الحرب العالمية الثانية لويس زامبريني وتم اقتباس قصة الكتاب وتحويلها إلى فيلم «غير مكسور» الذي أُنتج عام 2014. احتل هذان الكتابان قوائم أكثر الكتب مبيعاً في النسخ الإلكترونية والورقية، وبُيع منهما أكثر من 10 ملايين نسخة. نُشرت مقالات لورا في مجلة النيويوركر ومجلة إكويس والتراث الأمريكي وباكستريتش إضافة إلى منشورات أخرى. كما حصل مقالها الذي نُشر في مجلة التراث الأمريكي عام 1988م حول قصة الحصان سيبيسكيت على جائزة إكليبس العالمية لكتابة المقالات المِجلَة.

## حياتها الشخصية
ولدت هلِنبراند في مدينة فيرفاكس الواقعة في ولاية فيرجينيا، وهي الابنة الصغرى بين أربعة أطفال لطبيبة الأطفال النفسية إليزابيث ماري دوير وعضو إحدى الجماعات السياسية الضاغطة برنارد فرانسيز هلنبراند الذي أصبح وزيراً فيما بعد. قضت معظم طفولتها في ركوب الخيل وهي «تصرخ على التلال» في مزرعة والدها بولاية ماريلاند، ويعتبر كتاب طفولتها المفضل هو (استمر يا سيبيسكيت) وتقول عن ذلك أنها أُغرمت بهذا الكتاب حتى الجنون. درست في كلية كينيون في مدينة غامبير الواقعة في ولاية أوهايو لكنها اضطرت إلى تركها قبل التخرج عندما أصيبت بمتلازمة التعب المزمن الذي بقيت تعاني منه منذ ذلك الوقت. تعيش الآن في مقاطعة كولومبيا في واشنطن العاصمة ونادراً ماتغادر منزلها بسبب الظروف الصحية التي تمر بها. في عام 2006م تزوجت من بوردن فلاناغن، الأستاذ في الجامعة الأمريكية والذي كان صديقها أثناء دراستها الجامعية وانفصلا في عام 2014م بعد علاقة استمرت 28 عاماً كما أنهما الآن يعيشان بمعزل عن بعضهما.

## متلازمة التعب المزمن
وصفت السنوات المبكرة من مرضها بالمرض المفاجئ وذلك في مقالها الذي حاز على جائزة، وما يزال المرض يبني حياتها ككاتبة من خلال إبقائها في المنزل. تقرأ هلنبراند المقالات الصحفية القديمة عن طريق شراء الصحف القديمة أو اقتراض البعض منها من المكتبات وتجري جميع مقالاتها عن طريق عبر الهاتف. وعلى سبيل المفارقة تقول عن كتابتها قصة أحد الأبطال بينما هي عاجزة جسدياً: «أنا أبحث عن طريقة للخروج من هذه الحالة» وتضيف: «إن كنت عاجزة جسدياً فسوف أحصل على ماأريد فكرياً فهكذا يتعايش الناس مع الشدائد وإن هذه هي طريقتي في الاستفادة الغير مباشرة من مرضي فكم هو رائع أن أركب الخيل سيبيسكيت في مخيلتي ورائع أن أكون هنالك جنباً إلى جنب مع لويس زامبريني عندما كسر الرقم القياسي لبطولة الاتحاد الرياضي الجامعي».
في لقاء بعام 2014م قال بوب شيفر للورا هلنبراند «بالنسبة لي قصة كفاحك مع المرض مقنعة كما هي قصة لويس زامبريني».

## روابط خارجية
- لورا هلنبراند على موقع IMDb (الإنجليزية)
- لورا هلنبراند على موقع إن إن دي بي (الإنجليزية)
- لورا هلنبراند على موقع قاعدة بيانات الفيلم (الإنجليزية)